# Jean Dénarié
Pour les articles homonymes, voir Dénarié.
Jean Dénarié, né le 26 octobre 1940, est un biologiste français, membre de l'Académie des sciences depuis décembre 2008.
Directeur de recherche émérite à l'INRA, ses recherches ont porté sur la symbiose entre les légumineuses et des bactéries fixatrices d'azote.

## Biographie
En 1962, Jean Dénarié entre à l’INRA, dans le laboratoire de Microbiologie des sols à Versailles. Au bout de 5 années de travail, il commence à étudier la symbiose entre les légumineuses et les bactéries fixatrices d’azote du genre rhizobium.
En 1981, Jean Dénaria fusionne son laboratoire avec celui dirigé par Pierre Boistard qui utilise des méthodes de génétique moléculaire pour étudier les interactions entre les plantes et les microorganismes pathogènes. Le nouveau laboratoire se situe à Toulouse, en affiliation directe avec l'INRA et le CNRS. Les équipes de recherche sont rejointes par le cytologiste Georges Truchet et par le biochimiste expert de la spectrométrie de masse Jean-Claude Promé. L'équipe fait la découverte majeure des facteurs Nod. L'équipe a pu vérifié que les facteurs Nod purifiés pouvaient stimuler le développement du système racinaire. Leur découverte permet d'augmenter les rendements des cultures de soja, arachide, pois, luzerne. Des brevets sont déposés, un partenariat avec un groupe industriel est initié, et en 2004 la production d’inoculants de Rhizobium enrichis en facteurs Nod démarre. En 2011, 2 millions d'hectares de culture ont été nourris en facteurs nod.
Les travaux de Jean Dénarié se porte depuis sur le facteur myc et ses effets sur le système racinaire et nutritionnel des plantes.
Le 16 décembre 2008, Jean Dénarié est élu membre de l’Académie des sciences, dans la section biologie intégrative.

## Autres fonctions
- Président de la Commission scientifique "Biologie Moléculaire et cellulaire" de l’INRA (1989-1993)
- Co-éditeur de la revue The Plant Journal (1997-2000)
- Coordinateur du projet international Human Frontier Science Program (1992-1995)
- Membre de la Société Française de Génétique
- Membre de la Société Française de Biologie Végétale
- Membre de l’International Society for Molecular Plant-Microbe Interactions

## Prix et récompenses
- Officier de l'Ordre du Mérite agricole
- Lauréat de grands prix de l’Académie des Sciences (1993, 2005)
- French citation laureate (période 1981-1998) de l’ISI (Institut de l’information scientifique)
- Laurier d'excellence de l'INRA (2007)
- Médaille d’or de l’Académie de l’agriculture de France (2011)